# Kim Chol-ju
En aquest nom coreà, el cognom és Kim.
Kim Chol-ju (en coreà: 김철주, 12 de juny de 1916 - 14 de juny de 1935) va ser un militar coreà que va lluitar per la independència de República Democràtica Popular de Corea (coneguda com a Corea de Nord) durant el període colonial japonès. Era germà de Kim Il-Sung, el primer líder nord-coreà.

## Biografia
Va néixer el 1916 al comtat de Datong, província de Pyongan del Sud. Al començament dels anys trenta, es va unir a un esquadró anti-japonès.
El 14 de juny de 1935 va morir en un enfrontament inesperat amb l'exèrcit japonès a prop d'Ishijin Mizo a Yanji (a l'actual República Popular de la Xina). La seva vida fou curta però és recordat com un autèntic patriota i ardent revolucionari. Tot i que les restes no es van poder recuperar, més tard se li va dedicar un mausoleu.